# Vaporware
Vaporware is computersoftware, computerhardware of een ander elektronicaproduct dat is aangekondigd, maar niet verkrijgbaar is.  Meestal wordt er wel aan gewerkt, maar het staat dan nog niet vast wanneer en óf het product op de markt komt.
De term wordt gebruikt om scepsis uit te drukken of het ooit tot een leverbaar en bruikbaar product zal komen, en om twijfel uit te drukken over de waarde van de vergelijking van het aangekondigde product met een al bestaand en werkend product.